# 小行星19806
小行星19806（19806 Domatthews）是一颗绕太阳运转的小行星，为主小行星带小行星。该小行星于2000年9月发现。

## 轨道参数
小行星19806的轨道半长轴为2.2040797 UA，离心率为0.154。